# PT Visi Media Asia TBK (Indonesia)
PT Visi Media Asia Asia Tbk o llama VIVA (IDX: VIVA) es un esfuerzo de grupo, los medios de comunicación pertenece a Bakrie & Hermanos establecido desde el año 2004. Esfuerzo de grupo que tiene las estaciones de televisión antv, tvOne, viva+ y deportivo, así como portal de noticias en línea VIVA.co.id. El comisionado de la Suela es Rachmat Gobel y el director Principal es Anindya Bakrie. En el año 2011,VIVA Grupo mencatatkan stock exchange Indonesia.

## Unidad de esfuerzo

### De radiodifusión
- PT Intermedia Capital Tbk
  - PT Cakarawata Andalas Televisi (antv)
- PT Lativi Media Indonesia (tvOne)
- PT VIVA Sport Indonesia (VTV)[1][2]
- PT Viva Radio Network

### TV Berbayar
- PT Medios Digitales Asia (viva+)[3][4]

### Sitioen línea
- PT Viva Media Baru
  - VIVA.co.id
    - VIVAnews
    - VIVAbola
    - VIVAlife
    - VIVAlog
    - VIVAforum
    - VIVAsocio

  - VIVAll
  - PT Visi Perjalanan Inkubator (Gonla.com)

## Pranala a cabo
- (En inglés) Sitio web oficial

- Datos: Q12523713
- Multimedia: Visi Media Asia / Q12523713